# Khusus Kota Selong
Khusus Kota Selong is een bestuurslaag in het regentschap Oost-Lombok van de provincie West-Nusa Tenggara, Indonesië. Khusus Kota Selong telt 10.983 inwoners (volkstelling 2010).